# Independant Pan European Digital Association
 (juillet 2016).
L'IPEDA (Independant Pan European Digital Association) est une association européenne à but non lucratif, créée en 2009, regroupant des professionnels de la filière cinématographique (producteurs de films, les distributeurs, les sociétés de vente, les diffuseurs et les associations professionnelles) et vouée à la promotion et la diffusion des nouvelles pratiques de distribution de films à l’ère numérique.
L’objectif d'IPEDA est de contribuer à l'amélioration de la circulation internationale et la monétisation des contenus, de fournir des informations sur l’état du marché de la VoD et de contribuer à maintenir un développement sain des modèles de distribution VoD au service de l'industrie du film indépendant.
Les objectifs d’IPEDA répondent aux besoins réels de ses membres qui travaillent ensemble pour améliorer l'augmentation de la circulation transfrontalière et la monétisation des contenus. Elle a aussi pour objectif de fournir des informations à tous les intervenants de l'industrie du film et de promouvoir un développement sain des modèles de distribution VoD au service de l'industrie du film indépendant.
À ce titre, IPEDA coordonne l’expérimentation Tide et partage les retours d’expérience des actions menées par ses membres, (comme l’action Walk This Way) ou encore Working Sub Titles.

## Liste des membres d’IPEDA (juin 2016)
- Alambique
- Autlook Film sales
- CinefilCo
- Europa International
- Fandango
- Feltrinelli  – Wanted Cinema
- Gaumont
- Karma
- Pathé
- Premium
- The Film Agency
- The Festival Agency
- Under The Milky Way
- Wildart